# Zeit (album)
Zeit je osmé studiové album skupiny Rammstein, jež vyšlo 29. dubna 2022.

## Pozadí
V únoru 2021 klávesák Christian Lorenz oznámil, že se připravuje nové studiové album, dle jeho slov bylo album neplánované, neboť z nedostatku živých vystoupení se kreativita členů rozvíjela. Začátkem března 2022 si skupina promazala příspěvky na sociálních sítích, přičemž následně vydali upoutávku „#ZEITkommt“ s datem 10. března 2022. Dne 10. března byl vydán stejnojmenný singl „Zeit“ i s šestiminutovým videoklipem. Vydání alba předcházelo evropskému turné, které začalo 15. května 2022. Album obsahuje 11 skladeb, jak je u skupiny zvykem. V tiskové zprávě uvádí, že album bylo nahráno v uplynulých dvou letech v jižní Francii. Na přebalu alba je obrázek členů skupiny, který byl pořízen hudebníkem Bryanem Adamsem.

## Seznam skladeb
| Pořadí         | Název             | Délka |
| -------------- | ----------------- | ----- |
| 1.             | Armee der Tristen | 3:26  |
| 2.             | Zeit              | 5:21  |
| 3.             | Schwarz           | 4:18  |
| 4.             | Giftig            | 3:08  |
| 5.             | Zick Zack         | 4:04  |
| 6.             | OK                | 4:03  |
| 7.             | Meine Tränen      | 3:57  |
| 8.             | Angst             | 3:44  |
| 9.             | Dicke Titten      | 3:38  |
| 10.            | Lügen             | 3:48  |
| 11.            | Adieu             | 4:36  |
| Celková délka: | Celková délka:    | 44:03 |

## Videoklipy
- Zeit
- Zick Zack
- Angst
- Dicke Titten
- Adieu